# Hampton Court Palace
Hampton Court Palace är ett slott i England som ligger 19 kilometer sydväst om London, invid floden Themsen, och nära gränsen mellan Storlondon och Surrey. Hampton Court Palace är öppet för allmänheten och är lätt att hitta till då slottet ligger en kort bit ifrån järnvägsstationen. Hampton Court Palace var först en medeltida herrgård som år 1515 byggdes om till ett slott. År 1689 renoverades slottet av nya ägare. Hampton Court Palace var fram till mitten av 1700-talet ett kungligt residens. Hampton Court Palace är ett av de mest berömda tudorslotten.

## Historia
Hampton Court Palace var det mest betydande slottet i Londonområdet under tudortiden. Slottet består egentligen av två delar; en del från 1500-talet, byggt av Thomas Wolsey och Henrik VIII och den andra delen av slottet är från sent 1600-tal och uppfördes av Vilhelm III och Maria II.
År 1515 lät Thomas Wolsey som var lordkansler av England förvandla en medeltida herrgård till ett slott. Slottet stod färdigt 1521. Fyra år senare tog kung Henrik VIII över slottet. År 1529 lät Henrik VIII bygga om slottet under tio års tid. Resultatet av ombyggnaden blev helt oigenkännligt från de slott Thomas Wolsey låtit bygga från början. År 1537 föddes Henrik VIII:s son, Edvard VI, i slottet. 
170 år efter det att Thomas Wolsey lät bygga slottet renoverade Vilhelm III och Maria II halva slottet i barockstil. Renoveringen pågick från 1689 till 1694. Vilhelm och Maria föredrog att bo på Hampton Court framför Greenwich Palace då luften var friskare och bättre för Vilhelms astma.

## Slottet
Hampton Court Palace består av 1 300 rum som är utspridda över 2,4 hektar. Yttre borggården består av 60 rum. Ingången till den yttre borggården bestod av portvaktsstugan som är den del av slotten som är närmast det originalutförande som Wolsey byggde. Slottet är omgivet av rektangulära vallgravar som främst är anlagda av dekorativa skäl.
För att Hampton Court Palace skulle få ett snyggare utseende byggde man in garderoberna och skorstenarna i väggarna. Dricksvattnet transporterades till Hampton Court genom rör under marken från en källa på Kingston Hill. I slottet finns också en anläggning för racketsporten real tennis som bland annat utnyttjades av kung Henrik VIII.

## Trädgården

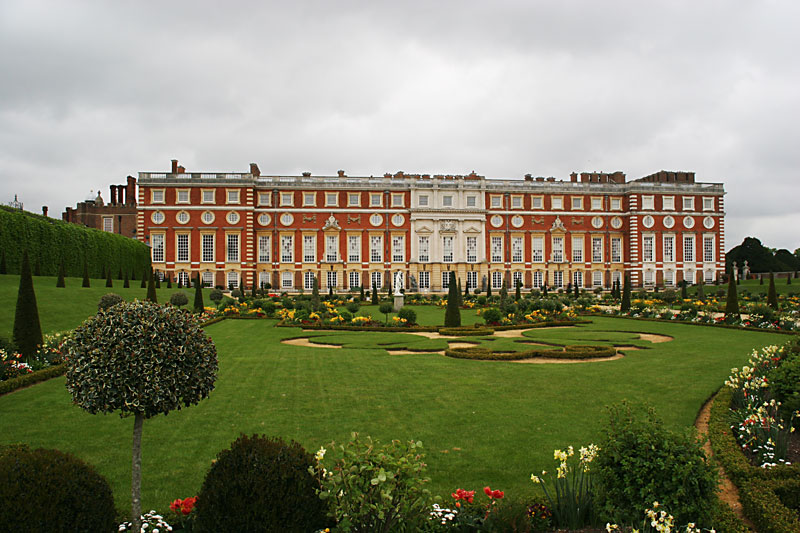
Slottets södra fasad med trädgården i förgrunden.

Slottsområdet med trädgård omfattar 24 hektar. Hampton Courts trädgård är Englands mest besökta och storslagna trädgård. När Henrik VIII skapade trädgården under 1530-talet var målsättningen att trädgården skulle överglänsa det franska slottet i Fontainebleau och dess trädgård.
I Henrik VII:s trädgård fanns det gräsbeklädda rutor som var prydda med lejon, drakar och andra heraldiska djur. I trädgården fanns även en plats med utsikt över Themsen och ett vattengalleri som ledde till en brygga för kunglig pråm. När Karl II blev kung år 1660 anställde han John Rose för att göra en kanal som liknade den i Versailles. Kanalen var 1,6 kilometer lång och gick i 90 graders vinkel genom Henrik VII:s heraldiska trädgård. Under åren 1660 och 1702 omvandlades trädgården till barockstil.